# Viodos-Abense-de-Bas
Pour les articles homonymes, voir Abense et Viodos.
Viodos-Abense-de-Bas [vjɔdɔs abɛ̃s də ba] (en basque: Bildoze-Onizepea) est une commune française située dans le département des Pyrénées-Atlantiques, en région Nouvelle-Aquitaine.
Le gentilé est Viodossain (ou Bildoztar en basque).

## Géographie

### Localisation
La commune de Viodos-Abense-de-Bas se trouve dans le département des Pyrénées-Atlantiques, en région Nouvelle-Aquitaine.
Elle se situe à 57 km par la route de Pau, préfecture du département, à 31 km d'Oloron-Sainte-Marie, sous-préfecture, et à 2,8 km de Mauléon-Licharre, bureau centralisateur du canton de Montagne Basque dont dépend la commune depuis 2015 pour les élections départementales.
La commune fait en outre partie du bassin de vie de Mauléon-Licharre.
Les communes les plus proches sont : 
Berrogain-Laruns (1,4 km), Chéraute (1,5 km), Mauléon-Licharre (1,9 km), Espès-Undurein (2,9 km), Moncayolle-Larrory-Mendibieu (3,8 km), Garindein (4,1 km), Ainharp (4,5 km), Gotein-Libarrenx (5,9 km).
Sur le plan historique et culturel, Viodos-Abense-de-Bas fait partie de la province de la Soule, un des sept territoires composant le Pays basque,. La Basse-Navarre en est la province la plus variée en ce qui concerne son patrimoine, mais aussi la plus complexe du fait de son morcellement géographique. Depuis 1999, l'Académie de la langue basque ou Euskalzaindia divise le territoire du Labourd en six zones,. La Soule, traversée par la vallée du Saison, est restée repliée sur ses traditions (mascarades, pastorales, chasse à la palombe, etc). Elle se divise en Arbaille, Haute-Soule et Basse-Soule, dont fait partie la commune.

### Communes limitrophes
Les communes limitrophes sont  Ainharp, Arrast-Larrebieu, Berrogain-Laruns, Chéraute, Espès-Undurein, Mauléon-Licharre et Moncayolle-Larrory-Mendibieu.
|         | Espès-Undurein       | Arrast-Larrebieu, Moncayolle-Larrory-Mendibieu (par un quadripoint) |
| Ainharp | Viodos-Abense-de-Bas | Berrogain-Laruns                                                    |
|         | Mauléon-Licharre     | Chéraute                                                            |

### Hydrographie

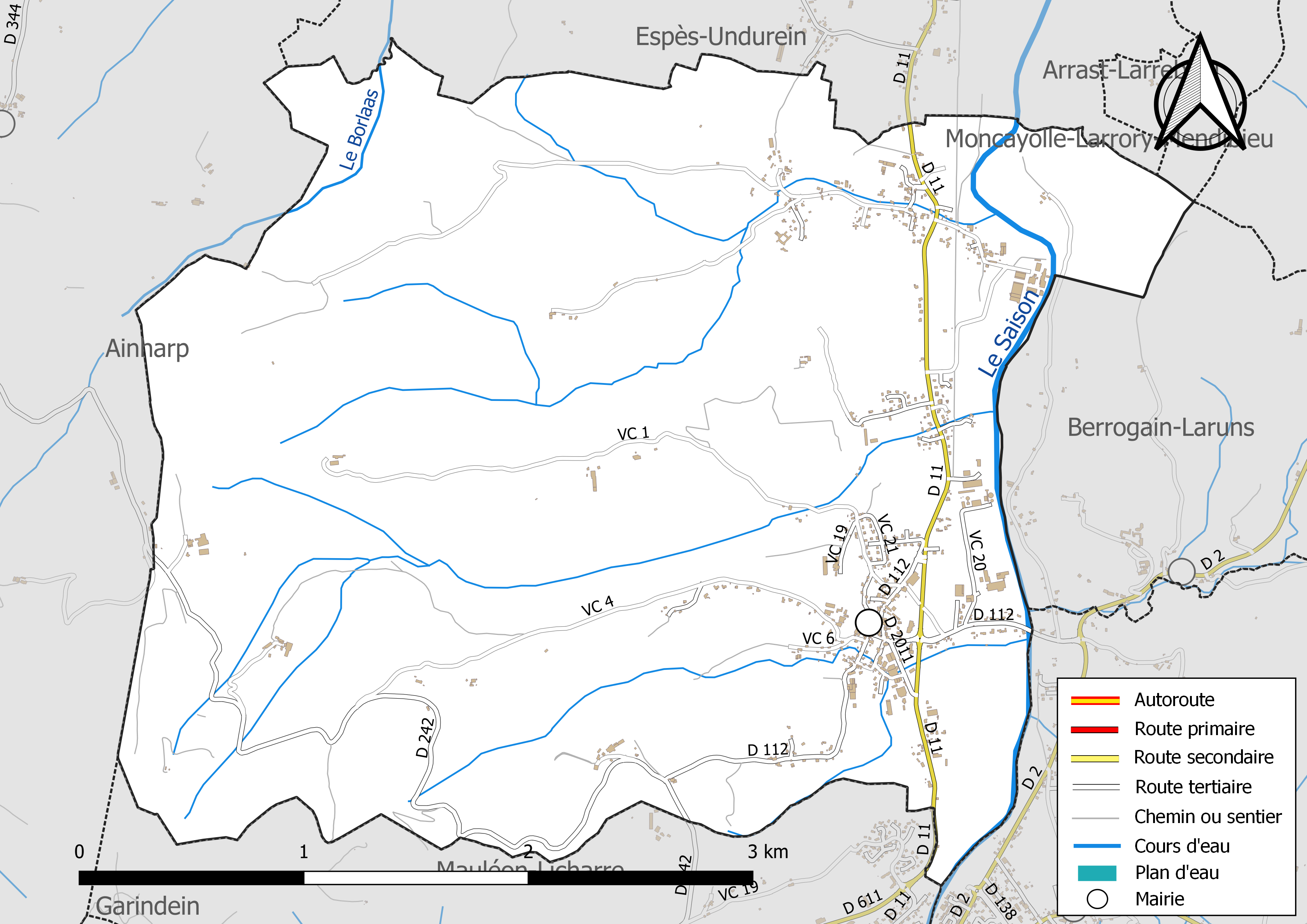
Réseaux hydrographique et routier de Viodos-Abense-de-Bas.

La commune est drainée par le Saison, le Borlaas et par divers petits cours d'eau, constituant un réseau hydrographique de 22 km de longueur totale,.
Le Saison, d'une longueur totale de 72,2 km, prend sa source dans la commune de Larrau et s'écoule du sud vers le nord. Il traverse la commune et se jette dans le gave d'Oloron à Autevielle-Saint-Martin-Bideren, après avoir traversé 31 communes.

### Climat
Pour des articles plus généraux, voir Climat de la Nouvelle-Aquitaine et Climat des Pyrénées-Atlantiques.
Historiquement, la commune est exposée à un micro climat océanique basque.  
En 2020, Météo-France publie une typologie des climats de la France métropolitaine dans laquelle la commune est exposée à un climat de montagne et est dans la région climatique Pyrénées atlantiques, caractérisée par une pluviométrie élevée (>1 200 mm/an) en toutes saisons, des hivers très doux (7,5 °C en plaine) et des vents faibles.
Pour la période 1971-2000, la température annuelle moyenne est de 13,6 °C, avec une amplitude thermique annuelle de 13,4 °C. Le cumul annuel moyen de précipitations est de 1 384 mm, avec 12 jours de précipitations en janvier et 8,8 jours en juillet. Pour la période 1991-2020, la température moyenne annuelle observée sur la station météorologique la plus proche, située sur la commune d'Aïcirits-Camou-Suhast à 16 km à vol d'oiseau, est de 14,3 °C et le cumul annuel moyen de précipitations est de 1 219,1 mm,. Pour l'avenir, les paramètres climatiques de la commune estimés pour 2050 selon différents scénarios d’émission de gaz à effet de serre sont consultables sur un site dédié publié par Météo-France en novembre 2022.

### Milieux naturels et biodiversité

#### Réseau Natura 2000
Le réseau Natura 2000 est un réseau écologique européen de sites naturels d'intérêt écologique élaboré à partir des Directives « Habitats » et « Oiseaux », constitué de zones spéciales de conservation (ZSC) et de zones de protection spéciale (ZPS).
Un site Natura 2000 a été défini sur la commune au titre de la « directive Habitats » : « le Saison (cours d'eau) », d'une superficie de 2 200 ha, un cours d'eau de très bonne qualité à salmonidés,.

#### Zones naturelles d'intérêt écologique, faunistique et floristique
L’inventaire des zones naturelles d'intérêt écologique, faunistique et floristique (ZNIEFF) a pour objectif de réaliser une couverture des zones les plus intéressantes sur le plan écologique, essentiellement dans la perspective d’améliorer la connaissance du patrimoine naturel national et de fournir aux différents décideurs un outil d’aide à la prise en compte de l’environnement dans l’aménagement du territoire.
Une ZNIEFF de type 2 est recensée sur la commune, : 
le « réseau hydrographique du gave d'Oloron et de ses affluents » (6 885,32 ha), couvrant 114 communes dont 2 dans les Landes et 112 dans les Pyrénées-Atlantiques.

## Urbanisme

### Typologie
Au 1er janvier 2024, Viodos-Abense-de-Bas est catégorisée commune rurale à habitat dispersé, selon la nouvelle grille communale de densité à sept niveaux définie par l'Insee en 2022.
Elle appartient à l'unité urbaine de Mauléon-Licharre, une agglomération intra-départementale regroupant huit  communes, dont elle est une commune de la banlieue,,. Par ailleurs la commune fait partie de l'aire d'attraction de Mauléon-Licharre, dont elle est une commune de la couronne,. Cette aire, qui regroupe 21 communes, est catégorisée dans les aires de moins de 50 000 habitants,.

### Occupation des sols

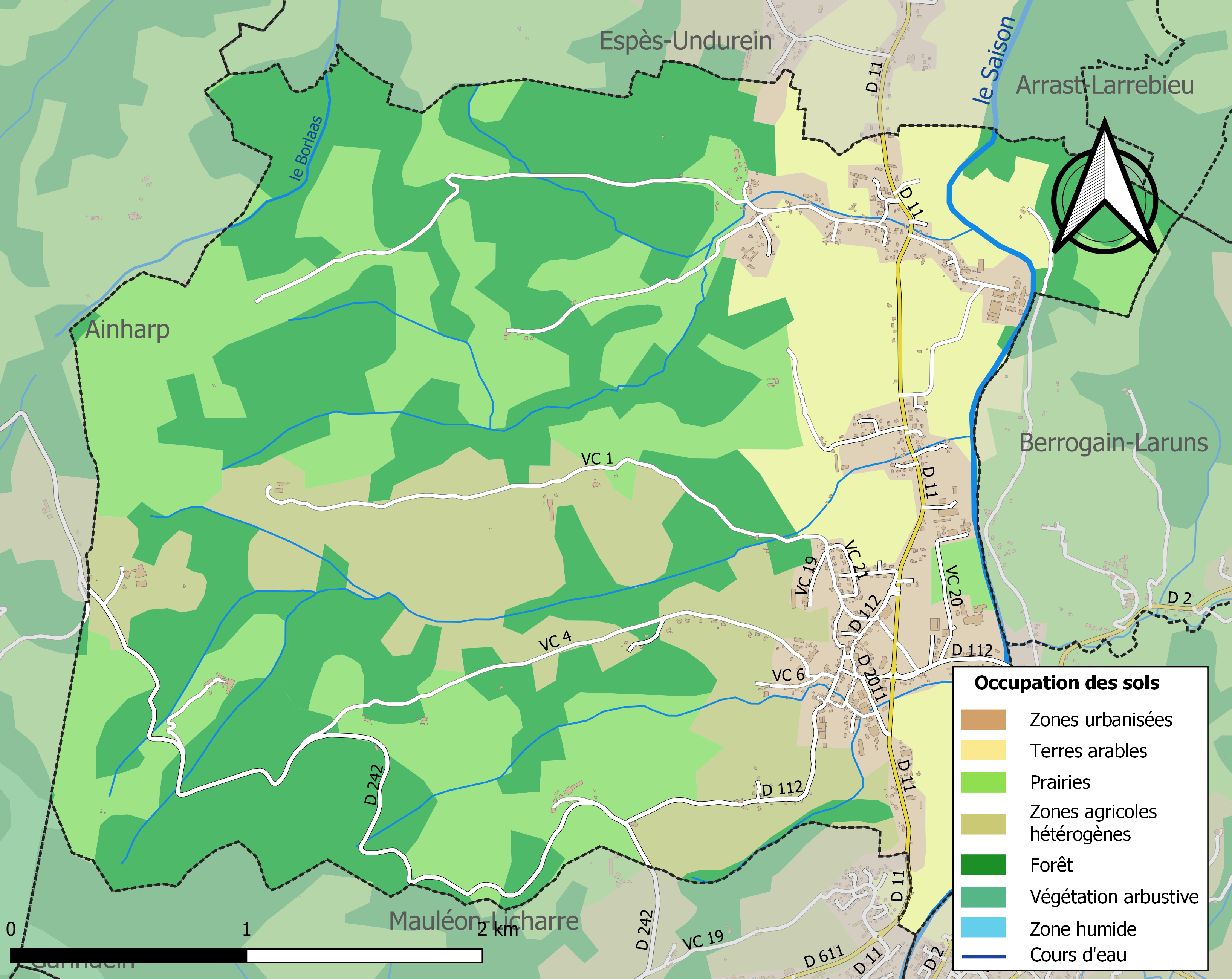
Carte des infrastructures et de l'occupation des sols de la commune en 2018 (CLC).

L'occupation des sols de la commune, telle qu'elle ressort de la base de données européenne d’occupation biophysique des sols Corine Land Cover (CLC), est marquée par l'importance des territoires agricoles (53,4 % en 2018), en diminution par rapport à 1990 (55,8 %). La répartition détaillée en 2018 est la suivante : 
forêts (37,4 %), prairies (25,7 %), zones agricoles hétérogènes (15,3 %), terres arables (12,5 %), zones urbanisées (9,2 %). L'évolution de l’occupation des sols de la commune et de ses infrastructures peut être observée sur les différentes représentations cartographiques du territoire : la carte de Cassini (XVIIIe siècle), la carte d'état-major (1820-1866) et les cartes ou photos aériennes de l'IGN pour la période actuelle (1950 à aujourd'hui).

### Lieux-dits et hameaux
Huit quartiers composent la commune de Viodos-Abense-de-Bas :

#### Viodos
- Bürgüa ;
- Ekhibegia ;
- errekalde (errekaltea sur les cartes IGN) ;
- Harizbidea (Haiz Bidia sur les cartes IGN) ;
- Ordokia (La Plaine en français) ;
- Zübüalde (Zübialdea sur les cartes IGN).

#### Abense-de-Bas
- Onizepea (Abense-de-Bas en français) ;
- Plaxotaltea.

### Risques majeurs
Le territoire de la commune de Viodos-Abense-de-Bas est vulnérable à différents aléas naturels : météorologiques (tempête, orage, neige, grand froid, canicule ou sécheresse), inondations, feux de forêts et séisme (sismicité moyenne). Un site publié par le BRGM permet d'évaluer simplement et rapidement les risques d'un bien localisé soit par son adresse soit par le numéro de sa parcelle.
Certaines parties du territoire communal sont susceptibles d’être affectées par le risque d’inondation par une crue torrentielle ou à montée rapide de cours d'eau, notamment le Saison. La commune a été reconnue en état de catastrophe naturelle au titre des dommages causés par les inondations et coulées de boue survenues en 1982, 1983, 2009 et 2014,. Le 19 mai 2024, une inondation suite à des pluies dilluviennes touche un grand nombre de maisons, en particulier à Abense-de-bas et le long de la route départementale jusqu'au rond-point d'Orocbat.
Viodos-Abense-de-Bas est exposée au risque de feu de forêt. En 2020, le premier plan de protection des forêts contre les incendies (PDPFCI) a été adopté pour la période 2020-2030. La réglementation des usages du feu à l’air libre et les obligations légales de débroussaillement dans le département des Pyrénées-Atlantiques font l'objet d'une consultation de public ouverte du 16 septembre au 7 octobre 2022,.

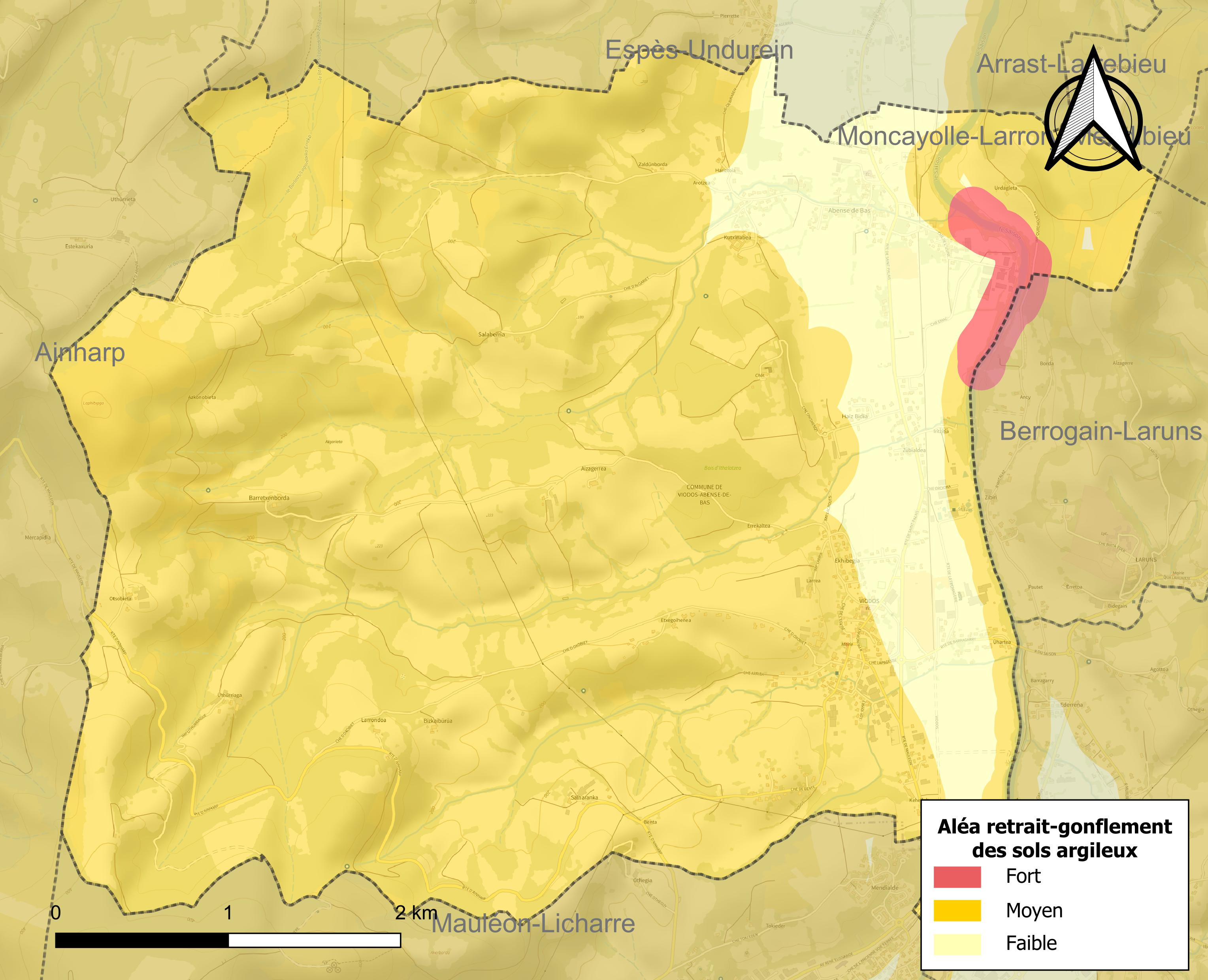
Carte des zones d'aléa retrait-gonflement des sols argileux de Viodos-Abense-de-Bas.

Le retrait-gonflement des sols argileux est susceptible d'engendrer des dommages importants aux bâtiments en cas d’alternance de périodes de sécheresse et de pluie. 87,7 % de la superficie communale est en aléa moyen ou fort (59 % au niveau départemental et 48,5 % au niveau national). Depuis le 1er octobre 2020, en application de la loi ELAN, différentes contraintes s'imposent aux vendeurs, maîtres d'ouvrages ou constructeurs de biens situés dans une zone classée en aléa moyen ou fort,.

## Toponymie

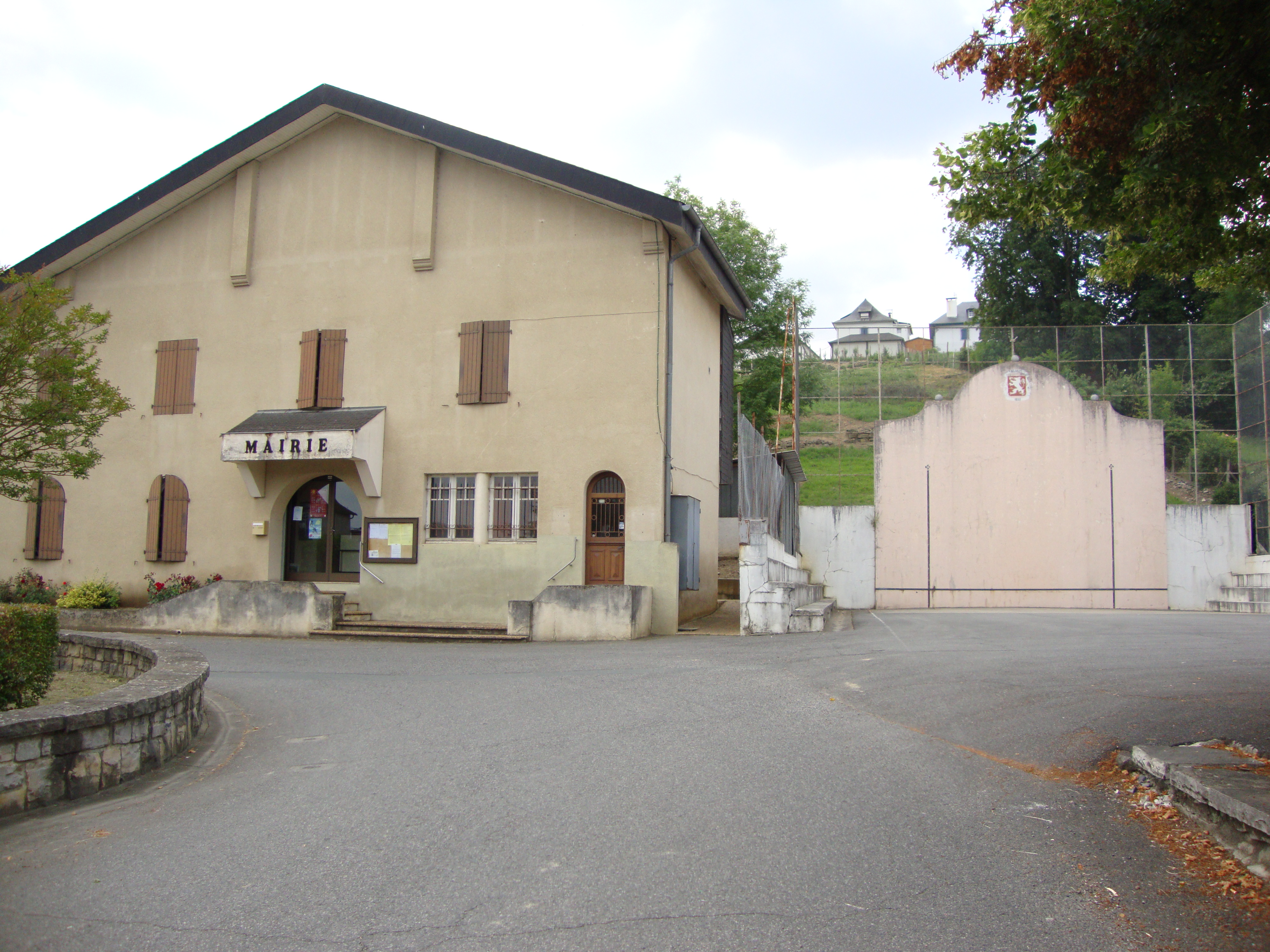
La mairie et le fronton à Viodos.

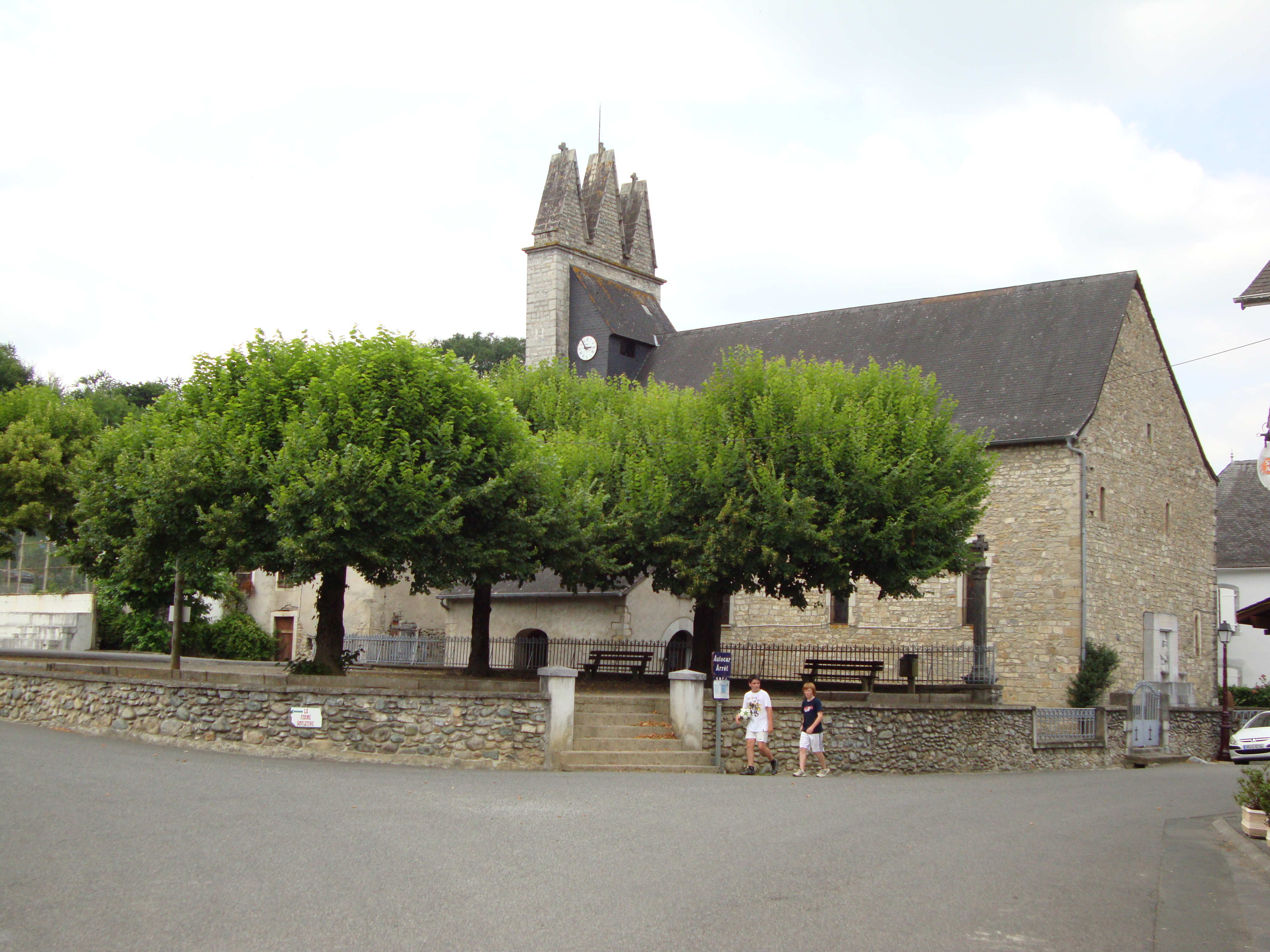
Viodos, place du village.

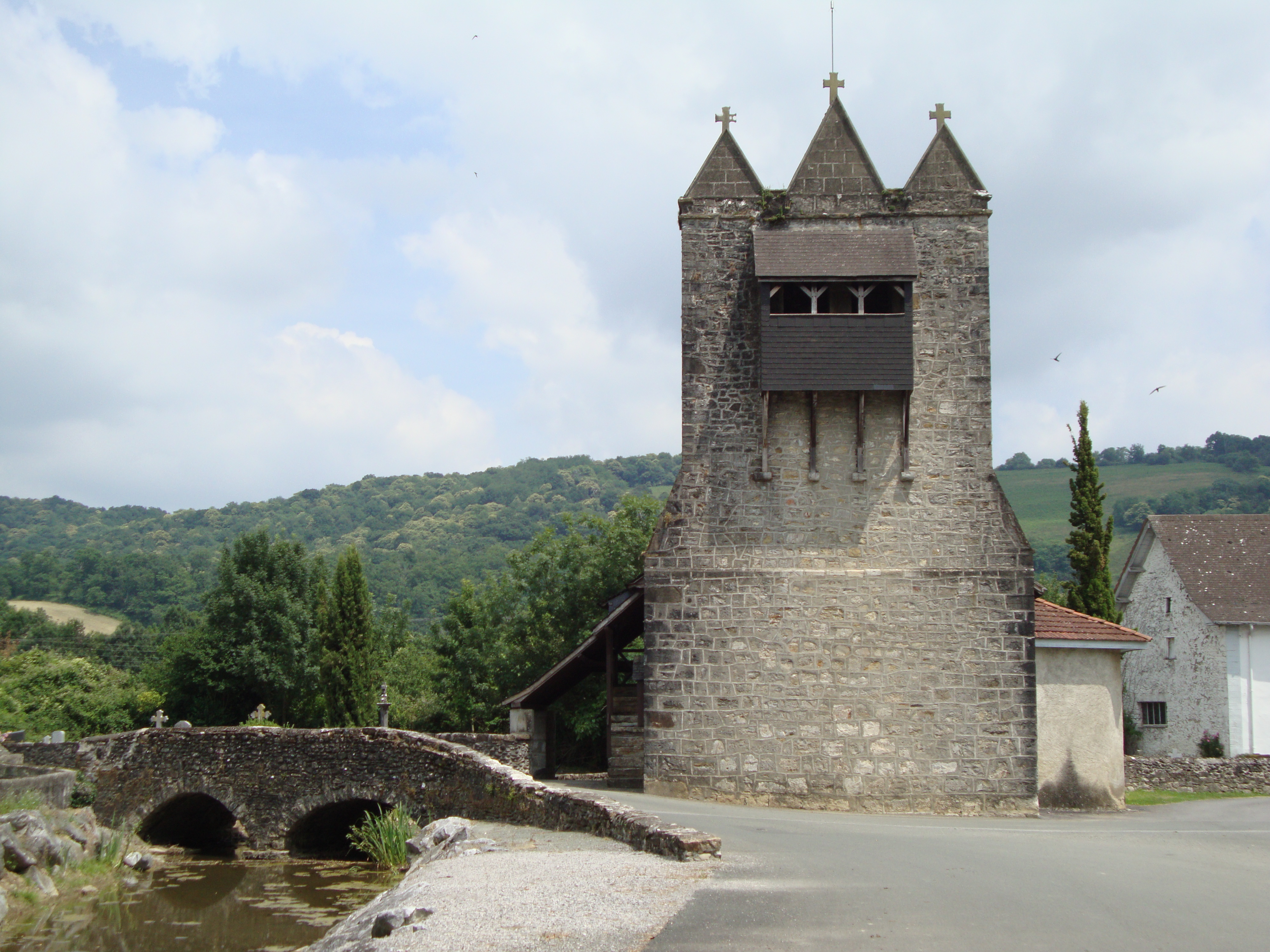
L'église trinitaire d'Abense-de-Bas.

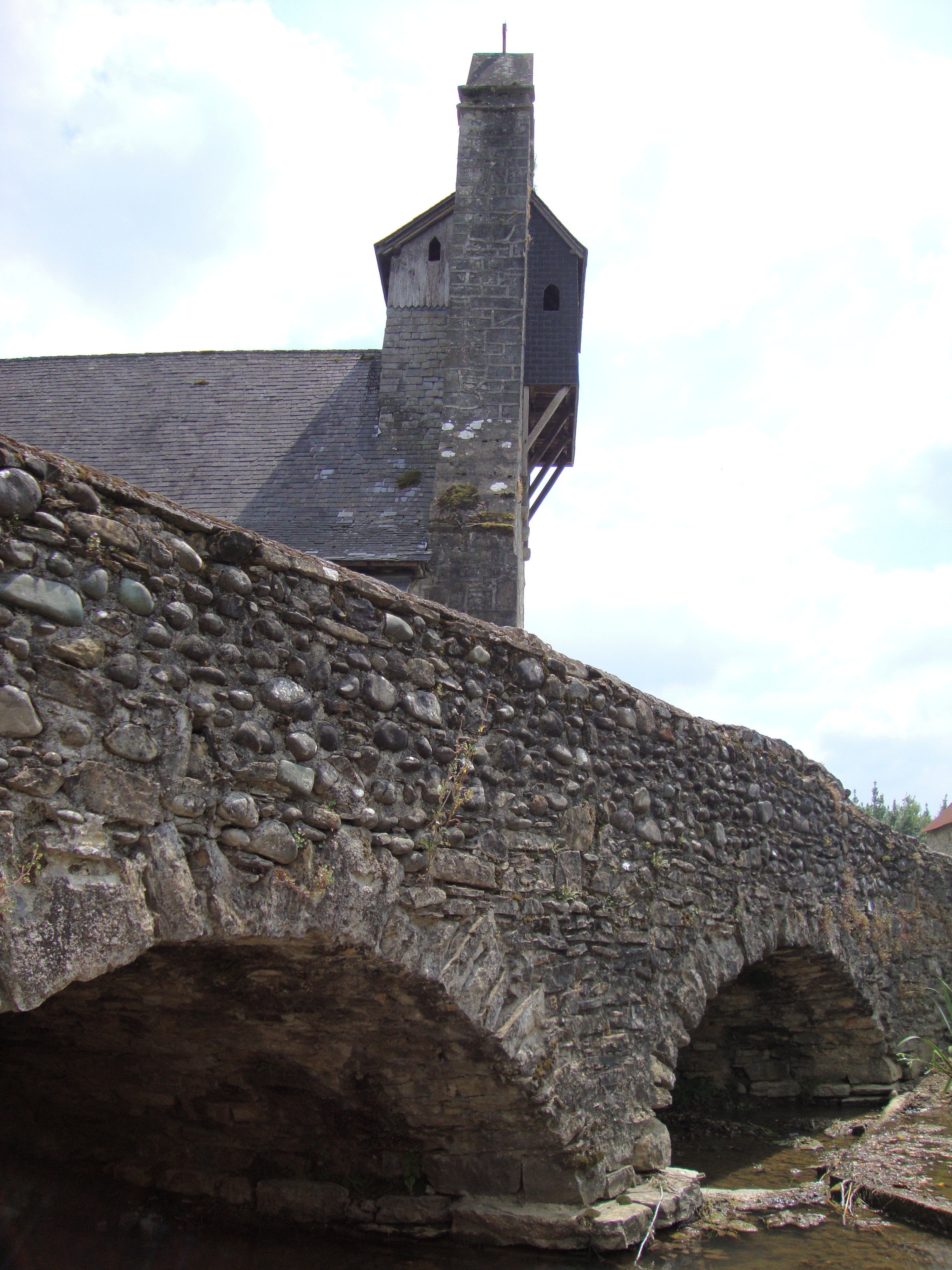
Abense, clocher avec caisse de résonance.

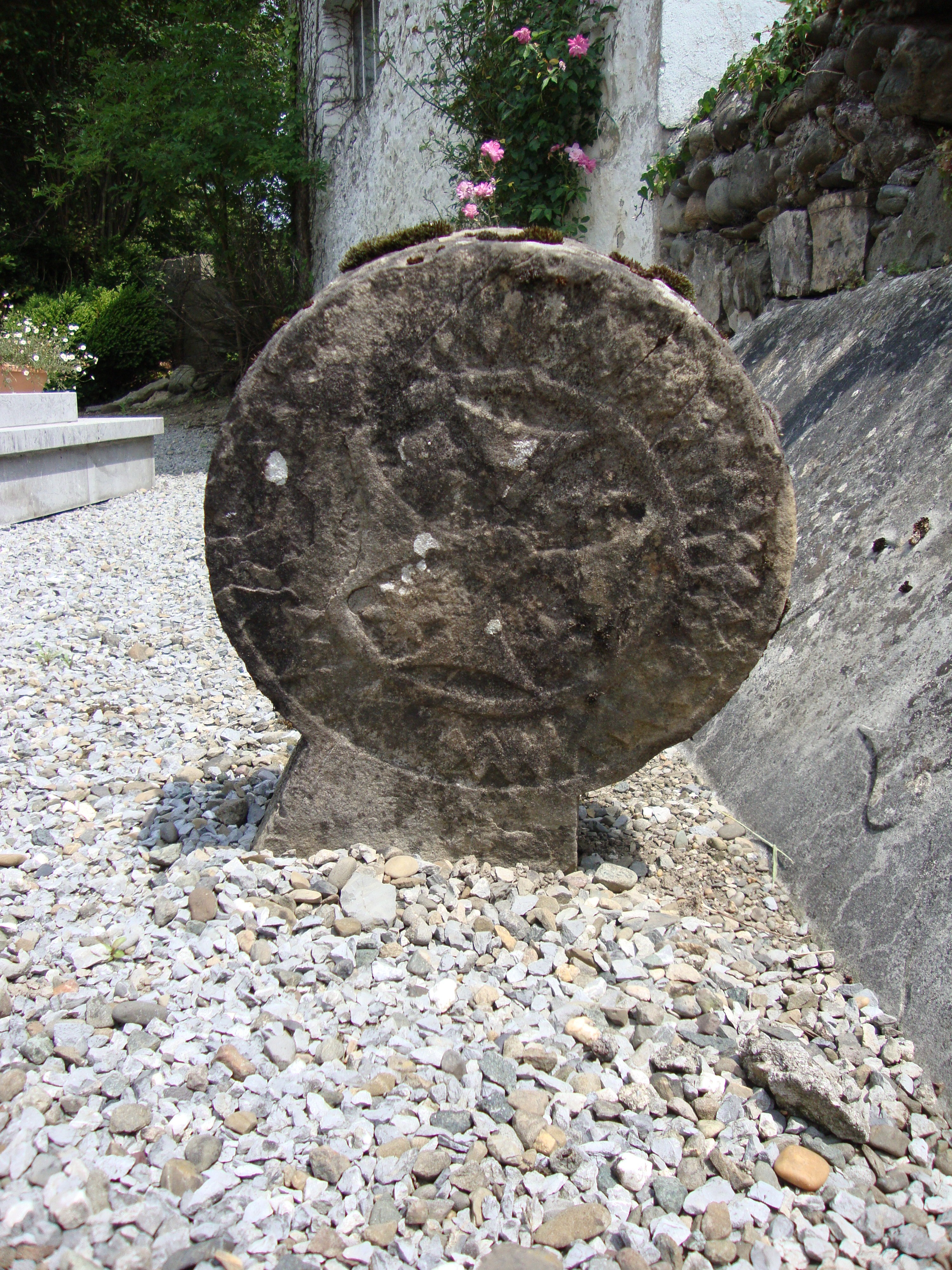
Abense, stèle discoïdale ancienne.

### Attestations anciennes
Le toponyme Viodos apparaît sous la forme 
Biodos (1496, contrats d'Ohix).
Le toponyme Abense-de-Bas apparaît sous les formes 
Ohense (1337), 
Abenssa dejus Mauleon et Avensa (respectivement vers 1460 et en 1496, contrats d'Ohix), 
Avense (1496, 1520 et 1690), 
Beata Maria d'Abence Inferioris (1658, insinuations du diocèse d'Oloron), 
Oense (1690), 
Abense Mas (1793, ou an II) et 
Abeuse (1801, Bulletin des lois).
Jean-Baptiste Orpustan propose l'évolution suivante de l'éthymon basque Oniz en langue romane : oniza > oníse > oénse > auénse > abense. La base du nom serait l'oronyme ona.

### Autres toponymes
Le chemin de l'Ermite s'étend, d'après Paul Raymond sur les communes d'Arraute-Charritte et de Viodos-Abense.

### Graphie basque
Son nom basque actuel est Bildoze-Onizepea en basque.

## Histoire
Jacques de Béla, chroniqueur du XVIIe siècle, indique que « c'est au village de Viodos que de tout jamais en ça les habitants de Soule ont mis et tiennent les escrits de leurs privilèges, qui y sont serrés en l'église, dans un endroit de la muraille à ce destiné et qui se ferme à sept clefs, qui sont gardées par les sept dégans du païs, chascun en ayant une ».
La commune a été créée le 20 juin 1842 par la réunion des communes de Viodos et d' Abense-de-Bas.

## Politique et administration
| Période    | Période       | Identité                 | Étiquette | Qualité           |
| ---------- | ------------- | ------------------------ | --------- | ----------------- |
| avant 1995 | 2001          | Jean-Charles Barcoïsbide |           |                   |
| mars 2001  | novembre 2017 | Pierre Suescun           | DVG       | Décès en fonction |
| 2018       | En cours      | Christian Berçaïts       |           |                   |

### Intercommunalité
Viodos-Abense-de-Bas appartient à six structures intercommunales :
- la communauté d'agglomération du Pays Basque ;
- le SIGOM ;
- le syndicat AEP du pays de Soule ;
- le syndicat d'assainissement du pays de Soule ;
- le syndicat d'énergie des Pyrénées-Atlantiques ;
- le syndicat intercommunal pour le soutien à la culture basque.

## Population et société

### Démographie
L'évolution du nombre d'habitants est connue à travers les recensements de la population effectués dans la commune depuis 1793. Pour les communes de moins de 10 000 habitants, une enquête de recensement portant sur toute la population est réalisée tous les cinq ans, les populations de référence des années intermédiaires étant quant à elles estimées par interpolation ou extrapolation. Pour la commune, le premier recensement exhaustif entrant dans le cadre du nouveau dispositif a été réalisé en 2005.

En 2022, la commune comptait 748 habitants, en évolution de +4,18 % par rapport à 2016 (Pyrénées-Atlantiques : +3,78 %, France hors Mayotte : +2,11 %).
| 1793 | 1800 | 1806 | 1821 | 1831 | 1836 | 1841 | 1846 | 1851 |
| ---- | ---- | ---- | ---- | ---- | ---- | ---- | ---- | ---- |
| 422  | 408  | 443  | 377  | 442  | 482  | 746  | 724  | 718  |

| 1856 | 1861 | 1866 | 1872 | 1876 | 1881 | 1886 | 1891 | 1896 |
| ---- | ---- | ---- | ---- | ---- | ---- | ---- | ---- | ---- |
| 617  | 585  | 612  | 611  | 651  | 662  | 658  | 674  | 698  |

| 1901 | 1906 | 1911 | 1921 | 1926 | 1931 | 1936 | 1946 | 1954 |
| ---- | ---- | ---- | ---- | ---- | ---- | ---- | ---- | ---- |
| 663  | 732  | 802  | 750  | 724  | 648  | 574  | 576  | 669  |

| 1962 | 1968 | 1975 | 1982 | 1990 | 1999 | 2005 | 2006 | 2010 |
| ---- | ---- | ---- | ---- | ---- | ---- | ---- | ---- | ---- |
| 770  | 808  | 879  | 911  | 831  | 743  | 736  | 740  | 765  |

| 2015 | 2020 | 2022 | - | - | - | - | - | - |
| ---- | ---- | ---- | - | - | - | - | - | - |
| 726  | 736  | 748  | - | - | - | - | - | - |

### Enseignement
La commune dispose de deux écoles : l'école primaire publique Abense-de-Bas et l'école primaire publique Bourg.

## Économie
L'activité est essentiellement tournée vers l'agriculture (élevage et pâturages). La commune fait partie de la zone d'appellation de l'ossau-iraty.

## Culture locale et patrimoine

### Patrimoine religieux
L’église de Viodos est dédiée à l’apôtre André et celle d’Abense-de-Bas à l'Assomption.

## Équipements
La commune dispose d'une école primaire au bourg, et d'une école élémentaire à Abense-de-Bas.

## Personnalités liées à la commune
- Louis Lascaray né le 28 juin 1909 à Viodos et décédé le 12 juillet 1976, est un joueur de rugby. Il a été 2 fois champion de France de rugby avec Biarritz en 1935 et 1939 et 2 fois finaliste en 1934 et 1938. Il jouait troisième ligne aile.